# Wolfsland: Kein Entkommen
Kein Entkommen ist ein deutscher Fernsehfilm von Till Franzen aus dem Jahr 2020. Es handelt sich um den siebten Filmbeitrag der ARD-Kriminalfilmreihe Wolfsland mit Götz Schubert und Yvonne Catterfeld in den Hauptrollen.

## Handlung
In einer stillgelegten Fabrik wird in einem alten Braukessel die Leiche einer jungen Frau gefunden. Dabei handelt es sich um Alexandra Mühlbrandt. Sie war die Mitbewohnerin von Sandra Gehrlichs, die Butsch aus einem früheren Fall kennt. Durch ihre Hilfe konnte der Zuhälter Goran Tonka verurteilt werden. Da das Opfer Sandras Jacke trug, ist es möglich, dass es der Mörder eigentlich auf Sandra abgesehen hatte. Viola Delbrück möchte aber nicht außer Acht lassen, dass auch Sandra ein eigenes Motiv hätte, da die Mitbewohnerin ihr den Freund ausgespannt hatte.
Nachdem die Ermittler nach intensiven Recherchen im Umfeld des Opfers einen direkten Täter ausschließen können, eröffnet sich eine neue Spur, als plötzlich der Freund der Ermordeten, Nico Klockzien, ebenfalls tot aufgefunden wird. Durch den Fund einer größeren Menge Bargeld und diverser Adressen kommt heraus, dass er und Sandra über Telefonbetrug ältere Menschen um ihre Ersparnisse gebracht haben. Sowohl Sandra als auch Butsch hatten schon eine Weile das Gefühl, verfolgt zu werden. Butsch nahm an, dass es sich dabei um seinen Erzfeind Goran Tonka handelt, der sich an ihm und Sandra rächen will. Doch offensichtlich hatte sich eines der geprellten Opfer auf Rachetour begeben. Die Ermittler finden heraus, dass es sich dabei um den Rentner Werner Bleibtreu handelt. Seine Frau hatte sich zuvor aus Scham, auf die Trickbetrüger hereingefallen zu sein, umgebracht. Bleibtreu gelingt es nun auch, Sandra in seine Gewalt zu bekommen. Er will sich mit ihr zusammen in den See stürzen, in dem seine Frau gestorben ist. Butsch und Delbrück kommen gerade noch rechtzeitig, um das zu verhindern.
Butsch bleibt jedoch das Gefühl, immer noch beobachtet zu werden. So hat nicht nur jemand Kein Entkommen in seine Tür geritzt, sondern scheint auch in seiner Wohnung gewesen zu sein.

## Nebenhandlung
Viola Delbrück erwähnt ihrem Kollegen Butsch gegenüber, dass sie vorhat nach Hamburg zurückzugehen. Er ist dagegen, schließlich arbeitet er inzwischen gern mit ihr zusammen. Würde sie weggehen, müsste er sich womöglich wieder an einen neuen Kollegen oder eine Kollegin gewöhnen, was dem Eigenbrötler zuwiderläuft. Delbrück meint, dass sie in Görlitz nichts mehr hält und sie wieder in ihre alte Heimat Hamburg möchte. Ihr Vorhaben erledigt sich, als sie im Rahmen ihres aktuellen Falls Daniel Hölzer kennenlernt und die beiden eine lockere Beziehung beginnen.

## Produktionsnotizen
Die Dreharbeiten für Wolfsland: Kein Entkommen dauerten vom 26. September bis zum 29. November 2019 und fanden in Görlitz und Umgebung statt. Die TV-Erstausstrahlung erfolgte am 3. Dezember 2020 bei Das Erste.

## Rezeption

### Einschaltquoten
Die Erstausstrahlung von Kein Entkommen am 3. Dezember 2020 wurde in Deutschland von 5,59 Millionen Zuschauern gesehen und erreichte einen Marktanteil von 17,7 % für Das Erste.

### Kritik
Tilmann P. Gangloff meinte auf tittelbach.tv: Ein düsterer Alptraum „ist der perfekte Auftakt für die siebte Episode der ARD-Reihe mit Yvonne Catterfeld und Götz Schubert. Er setzt ein Spannungsniveau, das der Film dank der Action-Musik von Andreas Weidinger und einer vortrefflichen Bildgestaltung (Timo Moritz) neunzig Minuten lang durchhalten wird, zumal auch die Geschichte sehr interessant ist.“ „Der eigentliche Reiz des Films liegt jedoch in der Atmosphäre einer ständigen Bedrohung, die schon den Prolog prägte.“ „Zusätzliche Brisanz erhält die Geschichte durch die gereizte Stimmung zwischen dem Ermittlerduo.“ und dem „cleveren Cliffhanger, der erfolgreich die Neugier auf die Fortsetzung schürt.“
„Auch in ihrem siebten Fall sind die ungleichen Polizisten wieder wie Hund und Katze. Gewohnt wortkarg zieht Butsch ‚sein Ding‘ durch, und gewohnt genervt macht Delbrück das Beste draus. Gerade der Gegensatz der beiden Hauptfiguren gibt auch dieser Folge wieder das gewisse Etwas. Da auch die Spannung nicht zu kurz kommt, steht einem unterhaltsamen Krimiabend nichts im Weg!“, meinten die Kritiker der Fernsehzeitschrift TV Spielfilm über den Film und kamen zum Fazit: „Der Ruppige und die Spröde machen wieder einen tollen Job“.
Bei Prisma stellten die Kritiker fest: „Die nahe Kamera kriecht im Loch ganz tief in die Gesichter hinein, als gelte es, einen durch und durch ernst gemeinten Psychothriller zu zelebrieren. Es ist aber ‚nur‘ ein Regionalkrimi, und so fordert die schöne Görlitzer Stadtkulisse mit ihrem Türmepanorama genauso Tribut wie die Episodenhandlung, die sich – hart an der Wirklichkeit und nicht ungeschickt eingestreut – am offenbar unaufhörlichen Telefonbetrug an älteren Menschen orientiert.“
Christian Lukas wertete für Quotenmeter.de: „Während Zuschauer der ersten Stunde der Spielfilmreihe das Verhalten der beiden Protagonisten vielleicht noch in einen übergeordneten Kontext, basierend auf Geschehnissen früherer Filme, einzuordnen vermögen, dürfte es für einen Erstzuschauer kaum möglich sein, in den beiden Hauptfiguren so etwas wie Zugangsfiguren zur Handlung zu finden.“ „Durch die weitaus komplexer gestaltete zweite Hälfte der Spielzeit und einer Auflösung, der eine große Tragik inne liegt, gelingt am Ende eine Versöhnung mit der Geschichte. Was nicht darüber hinwegtröstet, dass «Wolfsland – Kein Entkommen» für einen Spielfilm einfach zu wenig von allem bietet. Zu wenige Figuren, zu wenig Charakterzeichnung, zu wenig Geschichte, zu wenig Schauwerte.“

## Verweise
- Wolfsland: Kein Entkommen bei IMDb
- Wolfsland: Kein Entkommen  bei crew united
- Wolfsland: Kein Entkommen bei Das Erste